# Александар Бенуа
Александар Николајевич Бенуа (рус. Александр Николаевич Бенуа; Санкт Петербург, 3. мај 1870 – Париз, 9. фебруар 1960) био је руски уметник, ликовни критичар, историчар и оснивач уметничког покрета и часописа Мир искусства („Свет уметности“). Као дизајнер за Ballets Russes под Сергејем Дјагиљевом, Бенуа је извршио суштински утицај на савремени балет и сценски дизајн.

## Младост и образовање
Александар је рођен у уметничкој и интелектуалној породици Бенуа, истакнутим делом руске интелигенције 19. и раног 20. века. Његова мајка Камила (рус. Камилла Албертовна Кавос, а потом и Бенуа) била је унука Катерина Кавоса. Његов отац је био Никола Бенуа, руски архитекта. Његова браћа су били Алберт, сликар, и Леон, такође истакнути архитекта. Његова сестра Марија се удала за композитора и диригента Николаја Черепнина (са којим је Александар радио). Не планирајући каријеру у уметности, Бенуа је дипломирао на Правном факултету Санктпетербуршком државном универзитету 1894.

## Почетак уметничке каријере
Три године касније, док је био у Версају, Бенуа је насликао серију акварела са приказом Последњих шеталишта Луја XIV. Када их је изложио Павел Третјаков 1897. године, скренули су пажњу на њега Сергеја Дјагиљева и уметника Леона Бакста. Заједно су тројица људи основали уметнички часопис и покрет Мир искусства (Свет уметности), који је промовисао естетски покрет и арт нуво у Русији.
Током прве деценије новог века, Бенуа је наставио да уређује Мир искусства, али се бавио и својим научним и уметничким интересима. Написао је и објавио неколико монографија о руској уметности 19. века и Царском селу. Године 1903. Бенуа је штампао своје илустрације за Пушкинову песму Бронзани коњаник, дело које је од тада препознато као једно од кључних у овом жанру. Године 1904. објавио је своју Азбуку у сликама, истовремено буквар за децу и разрађену уметничку књигу, чији примерци на аукцији коштају чак 10.000 долара. Илустрације из овог тома представљене су на видео презентацији током церемоније отварања Зимских олимпијских игара у Сочију 2014.
Током 1901. Бенуа је постављен за сценског директора Маринског театра у Санкт Петербургу, простора за извођење Царског руског балета. Преселио се у Париз 1905. и након тога је већину свог времена посветио сценском дизајну и декорацији.
Током ових година, његов рад са Ballets Russes био је револуционаран. Његове сценографије и костими за представе Силфиде (1909), Жизела (1910) и Петрушка (1911) убрајају се у његове најзначајније радове у каријери. Иако је Бенуа сарађивао првенствено са Ballets Russes, сарађивао је и са Московским уметничким позориштем и другим значајним позориштима Европе.
Преживевши преокрет руске револуције 1917. године, Бенуа је добио признање за своју стипендију; изабран је за кустоса Галерије старих мајстора у Музеју Ермитаж у Лењинграду, где је радио од 1918. до 1926. године. За то време обезбедио је слику да Винчија Мадона за музеј. Постала је позната као Мадона Бенуа.
Бенуа је објавио своје Мемоаре у два тома 1955. године.
Током 1927. напустио је Русију и настанио се у Паризу. Након што се настанио у Француској, радио је углавном као сценограф.

## Породица
Александар се 1894. оженио Аном Карловном Кинд из познате руске музичке породице. Први пут су се срели 1876. године када је Александар био ученик (музика) Карла Ивановича Кинда (који је први пут дошао у Русију касних 1840-их, поставши први виолиниста у оркестру опере из Санкт Петербурга). Александар је играо централну улогу у руској уметничкој заједници и пре и после Револуције. Ана је увек била уз њега. Њено присуство је у уметничким круговима остало позитивно упамћено уз неколико помена уметника попут Мстислава Добужинског. Била је модел који су сликали Леон Бакст Валентин Серов, Зинаида Серебрјакова, и други.

## Галерија
- Сценографија за Le Pavillon d'Armide, Ballets Russes, 1909.
- Шеталиште царице Јелисаветеплеменитим улицама Санкт Петербурга, 1903.
- Петар Велики размишља о идеји изградње Санкт Петербурга на обали Балтичког мора
- Војна парада цара Павла испред замка Михајловски, 1907.
- Сет за Петрушку Стравинског, 1911.
- У немачкој четврти, 1911.